# Gennaro Contaldo
Gennaro Contaldo (* 20. Januar 1949 in Minori) ist ein in England lebender italienischer Koch, Restaurantbesitzer und Kochbuchautor, bekannt für seine Zusammenarbeit mit Jamie Oliver sowie Tim Mälzer und seine Partnerschaft mit dem italienischen Küchenchef Antonio Carluccio und ihre gemeinsame BBC-Two-Fernsehserie Two greedy Italians.

## Leben
Contaldo wuchs im Dorf Minori an der Amalfiküste auf und entwickelte seine Liebe zum Essen aus den Tagen, in denen er mit seinem Vater und Großvater zur Jagd ging und Kräuter für seine Mutter sammelte. Er begann im Alter von acht Jahren in lokalen Restaurants zu arbeiten.
1969 verließ Contaldo Italien und ging nach London. 1974 heiratete er. Aus einer weiteren Beziehung hat er zwei weitere Kinder. Er eröffnete ein italienisches Antiquitätengeschäft, bevor er zum Kochen zurückkehrte. Contaldos Inspiration zum Kochen in England war zum Teil auf die Verfügbarkeit von Wild und Pilzen zurückzuführen, beides sind wichtige Bestandteile der Amalfi-Küche.
Contaldo arbeitete später für populäre Londoner Restaurants im Distrikt St. John’s Wood und bei Antonio Carluccios Neal Street Restaurant im Londoner Bezirk Covent Garden. 1998 verließ er das Neal Street Restaurant. Bei ihm arbeiteten unter anderem die Köche Jamie Oliver und Tim Mälzer.
Seit 1996 tritt er regelmäßig in Kochsendungen des britischen Fernsehens auf.

## Fernsehen
- The Food Programme (1996–2006)
- Breakfast (1997–2006)
- Fresh Food (4. August 1999)
- Self-Sufficiency (22. Oktober 2000)
- The Naked Chef – The Italian Job (2001)
- Saturday Kitchen (2001–2011)
- Jamie’s Kitchen (2002)
- The Way We Cooked (2002–2003)
- Ruby (16. Mai 2002)
- Jim Davidson’s Generation Game (2002)
- Return to Jamie’s Kitchen (2003)
- Jamie’s School Dinners (2005)
- Jamie’s Australian Diary (2006)
- Jamie at Home (2007)
- Jamie At Home Christmas Special (2007)
- Cooking the Books (2008)
- Jamie Cooks.... Christmas (2008)
- Jamie’s Family Christmas (2009)
- Rachel Allen: Home Cooking (30 2010)
- Jamie Does (2010)
- Fern (April 2011)
- Two Greedy Italians (2011) mit Antonio Carluccio
- Jamie Cooks Summer (2011)
- Jamie’s Christmas Lock-In (2011)
- Jamie & Jimmy’s Food Fight Club - Episode 3 (2012)
- Two Greedy Italians: Still Hungry (2012) mit Antonio Carluccio
- Food and Drink (2014)
- Jamie’s Comfort Food (2014)
- Antiques Road Trip (2016)
- Kitchen Impossible (2020, 2025)

## Bücher
- Passione. 2003. ISBN 978-0-7553-1119-4
- Gennaro’s Italian Year. 2006
- Gennaro’s Italian Home Cooking. 2008
- Gennaro’s Easy Italian. 2010
- Two Greedy Italians. 2011
- Two Greedy Italians Eat. 2012
- Let’s Cook Italian. London: Pavilion Books 2012
- A Tavola mit Gennaro. Traditionelle italienische Küche. 2014. ISBN 978-3-8310-2519-0
- Slow Cook Italian. London: Pavilion Books 2015. ISBN 978-1-909108-90-5
- Panetteria. Gennaro’s Italian Bakery. London: Pavilion Books 2016. ISBN 978-1-56656-017-7
- Pasta Mia!. 2020. ars vivendi verlag, Cadolzburg. ISBN 978-3-7472-0117-6
- Gennaros Passione. Die klassische italienische Küche. ars vivendi verlag, Cadolzburg 2018, ISBN 978-3-7472-0117-6.
- Pronto! Die schnelle italienische Küche. ars vivendi verlag, Cadolzburg 2019, ISBN 978-3-7472-0006-3.